# فلین داونز
فلین داونز (انگلیسی: Flynn Downes؛ زادهٔ ۲۰ ژانویهٔ ۱۹۹۹) بازیکن فوتبال اهل بریتانیا است.
از باشگاه‌هایی که در آن بازی کرده‌است می‌توان به باشگاه فوتبال ایپسویچ تاون اشاره کرد.
وی همچنین در تیم‌های ملی فوتبال زیر ۱۹ سال انگلستان و زیر ۲۰ سال انگلستان بازی کرده‌است.